# Franklin D. Roosevelt Presidential Library and Museum

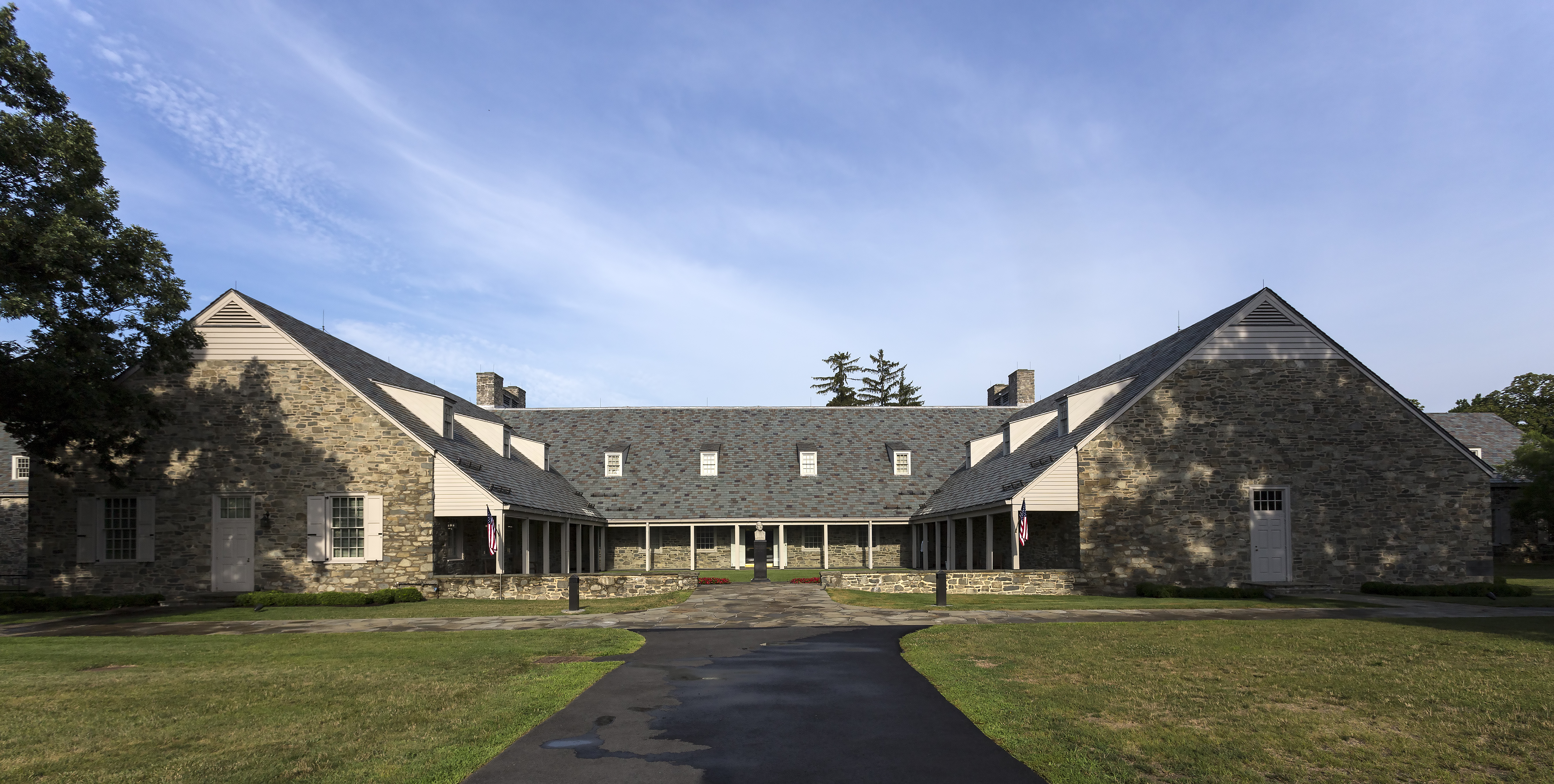
Franklin D. Roosevelt Presidential Library

Die Franklin D. Roosevelt-Bibliothek (Franklin D. Roosevelt Library) ist die erste der US-Präsidentenbibliotheken. Sie wurde unter Präsident Roosevelts Leitung zwischen 1939 und 1940 geplant und gebaut.

## Geschichte
Auf 65,000 m² in Hyde Park, New York gebaut, gestiftet durch den Präsidenten und seine Mutter, Sara Delano Roosevelt, war die Bibliothek Folge der Entscheidung des Präsidenten, dass eine gesonderte Einrichtung nötig sei, um die großen Bestände historischer Dokumente, Bücher und Andenken zu beherbergen, die er in seinem langen Leben im öffentlichen Dienst und als privater Sammler angehäuft hatte.

### Vorgeschichte
Vor Roosevelts Präsidentschaft war der Verbleib der Papiere des Präsidenten dem Zufall überlassen. Obwohl es sich um einen wertvollen Teil des amerikanischen nationalen Erbes handelt, waren Dokumente von leitenden Beamten deren Privateigentum und wurden von ihnen bei Verlassen des Amtes mitgenommen. Diese wurden teilweise verkauft oder vernichtet und damit verstreut oder gingen der Nation für immer verloren. Andere verblieben zwar bei den Familien, aber waren lange Zeit für Forscher nicht zugänglich. Einige Sammlungen fanden ihren Weg in die Library of Congress oder private Depots.
Indem er seine Bibliothek errichtete, schuf Roosevelt eine Institution um alle seine Dokumente zu bewahren. Dies betraf die Papiere aus all seinen öffentlichen Ämtern: Senator des Staates New York (1910–1913), Assistant Secretary of the Navy (Vizesekretär der Marine) (1913–19), Gouverneur von New York (1929–1932), und Präsident der Vereinigten Staaten (1933–45) sowie seine privaten Sammlungen von Dokumenten, Büchern und Andenken zur Geschichte der U.S.-Marine und von Dutchess County.

### Ort und Gebäude
Die Bibliothek selbst ist aus fieldstone des Hudsontales (Hudson Valley) in einem Stil gebaut, der an die holländische Kolonialarchitektur erinnert, welche Roosevelt besonders mochte. Eine Skizze von Präsident Roosevelt vom 12. April 1937 zeigt das vorgeschlagene Gebäude auf Boden, der sehr nahe bei dem Landstück liegt, das schließlich ausgewählt wurde, und einen Grundriss, der dem des Hauptblocks des heutigen Gebäudes grob ähnelt. Roosevelt baute die Bibliothek mit privat gespendetem Vermögen für $ 376,000 und übergab es dann der Bundesregierung am 4. Juli 1940, damit es durch die Nationalen Archive betrieben werde. Durch seine Verfügungen stellte Roosevelt sicher, dass seine Dokumente Eigentum der Nation wurden und in der Bibliothek auf seinem Grundstück in Hyde Park beherbergt wurden, wo sie Forschern zur Verfügung stehen. Robert D.W. Connor, der damalige Archivar der Vereinigten Staaten sagte vom Präsidenten: "Franklin D. Roosevelt ist die Antwort der Nation auf die Gebete der Historiker."

### Die Archive von Mrs. Roosevelt
Während der frühen Planungen an der Bibliothek drückte der Präsident seine Hoffnung aus, dass die Dokumente von Mrs. Roosevelt schließlich auch einen Platz darin finden würden. 1942 machte Präsident Roosevelt eine grobe Skizze für Flügel, die an der Nord- und an der Südseite des Gebäudes angebaut werden sollten, wenn mehr Platz für weitere Dokumente nötig würde. Zur Zeit ihres Todes 1962 zählten die Dokumente Eleanor Roosevelts atemberaubende drei Millionen Seiten.

## Die Presidential Libraries Act
Roosevelts Verfügungen dienten als Präzedenzfall. Als der Kongress die Presidential Libraries Act 1955 verabschiedete, regelte er – durch Präsident Roosevelt vorgeführte – Verfahren für privat gebaute und bundesstaatlich betriebene Bibliotheken, um die Dokumente zukünftiger Präsidenten zu bewahren. Obwohl offizielle Dokumente von Präsidenten auf Grund der Presidential Records Act von 1978 jetzt öffentliches Eigentum sind und Gesetze die Größe und Finanzierung von Museen begrenzen, wird Roosevelts ursprüngliche Zielsetzung, Dokumente an einem Ort aufzubewahren und sie der Nation verfügbar zu machen, immer noch erfüllt.

## Das Museum
Roosevelt hoffte, dass die Bibliothek ein bedeutendes Forschungszentrum werden und Besucher für das Museum anziehen würde. Die Museumssektion des Gebäudes wurde am 30. Juni 1941 eröffnet. Jedoch änderte der Beginn des Zweiten Weltkriegs Roosevelts Pläne und die offizielle Eröffnung der Bibliothek als Forschungseinrichtung wurde verschoben als der Präsident zum dritten und dann zum vierten Mal 1944 gewählt wurde. Er besuchte die Bibliothek oft während des Krieges um Aufzeichnungen und Andenken zu sortieren und zu klassifizieren. Und in seinem Studierzimmer in der Bibliothek hielt er einige seiner berühmten Radioreden und „Kamingespräche“.
Präsident Roosevelt kam im März 1945 das letzte Mal nach Hyde Park und starb am 12. April in Warm Springs, Georgia, im Alter von 63 Jahren.

## Vision des Gründers
Die Präsidentenbibliothek reflektiert die Vision ihres Gründers, die er vorstellte, als er bei der Widmung der Bibliothek am 30. Juni 1941 sprach. Um archivarische Einrichtungen und Aufzeichnungen zu bewahren, argumentierte er, dass "eine Nation an drei Dinge glauben muss: Sie muss an ihre Vergangenheit glauben. Sie muss an ihre Zukunft glauben. Und sie muss vor allem an die Fähigkeit ihres eigenen Volkes glauben, auf diese Art von der Vergangenheit lernen zu können, so dass es an Urteilsvermögen bei der Erschaffung der eigenen Zukunft gewinnt."( a "Nation must believe in three things. It must believe in the past. It must believe in the future. It must, above all, believe in the capacity of its own people so to learn from the past that they can gain in judgment in creating their own future.") Die Bibliothek, die seinen Namen trägt, hat Roosevelts Botschaft fortgeführt und im selben Geist produktive Forschungen zu seinem Leben und zu seiner Zeit angeregt.